# Alpenhof Lodge
L'Alpenhof Lodge est un hôtel américain situé à Teton Village (en), dans le Wyoming. Ouvert en décembre 1965, ce lodge est inscrit au Registre national des lieux historiques depuis le 9 août 2016 et est membre des Historic Hotels of America depuis 2017.